# ترسکا
ترسکا (به صربی: Trska) یک منطقهٔ مسکونی در صربستان است که در راچا واقع شده‌است. ترسکا ۳۸۹ نفر جمعیت دارد.